# Рябиновка (Кесовогорский район)
Рябиновка — деревня в Кесовогорском районе Тверской области России. Входит в состав Стрелихинского сельского поселения.
Расположена возле трассы 28Н-0703 (Столбово — Борисовское). На востоке расположено село Матвеевское, на западе — деревня Малино.

## История
В 1966 г. указом президиума ВС РСФСР деревня Дурыкино переименована в Рябиновка.

## Население
| 2010 |
| ---- |
| 12   |